# Acipenser nudiventris
Acipenser nudiventris és una espècie de peix pertanyent a la família dels acipensèrids.

## Descripció
- Pot arribar a fer 200 cm de llargària màxima (normalment, en fa 132) i 80 kg de pes.
- 45-57 radis tous a l'aleta dorsal.
- 23-37 radis tous a l'aleta anal.
- Musell moderadament llarg i punxegut a la punta.
- La part superior és de color gris, els costats més clars i el ventre blanc.[6][7][8]

## Reproducció
Fa la posta entre les acaballes de l'abril i el juny (o finals del maig en el cas de les poblacions del riu Rioni, Geòrgia).

## Alimentació
Menja mol·luscs, amfípodes i larves de quironòmids.

## Hàbitat
És un peix d'aigua dolça, salabrosa i marina; demersal; anàdrom i de clima temperat (10 °C-20 °C; 57°N-36°N, 14°E-53°E) que viu entre 30-60 m de fondària.

## Distribució geogràfica
És autòcton de l'Azerbaidjan, Bulgària, Geòrgia, l'Iran, el Kazakhstan, Romania, Turquia, el Turkmenistan, Ucraïna i l'Uzbekistan, incloent-hi la mar Negra, la mar d'Azov, la mar Càspia, el llac Balkhash i els rius Danubi fins a Bratislava, el Volga fins a Kazan i l'Ural fins a Chkalov. Ha estat introduït a la Xina i esdevingué extint a Sèrbia, Eslovàquia, Moldàvia, Hongria, Txèquia, l'Afganistan i Àustria.

## Estat de conservació
Les seues principals amenaces són la sobrepesca, les captures accidentals, la pesca furtiva, la construcció de preses, l'extracció d'aigua, les sequeres i la pèrdua del seu hàbitat. A més, la introducció de l'esturió sevruga (Acipenser stellatus) al mar d'Aral des de la mar Càspia a la darreria de la dècada del 1960 (el qual estava infestat per un paràsit nematode) va comportar la seua extinció al mar d'Aral al cap de pocs anys.

## Observacions
És inofensiu per als humans.